# Plagi
El plagi és l'acte de copiar o utilitzar el treball d'una altra persona sense reconèixer-ne l'autoria, atribuint-se'n el crèdit. Pot afectar qualsevol àmbit, com la literatura, l'art, la ciència o els mitjans de comunicació. El plagi té implicacions legals i ètiques, i les institucions educatives i professionals utilitzen diverses eines per identificar-lo. En l'àmbit acadèmic, s'exigeix que les cites siguin apropiadament reconegudes per evitar el plagi.

## Legalitat
Des del punt de vista legal, el plagi és una infracció del dret d'autor sobre una obra artística o intel·lectual de qualsevol tipus, que es produeix quan es presenta una obra aliena com a pròpia o original. Així doncs, una persona comet plagi quan copia o imita alguna cosa que no li pertany fent-se'n passar per l'autor. En el cas de documents escrits, per exemple, es comet plagi quan no se cita la font original de la informació que inclou la idea, paràgraf o frase dins del document sense cometes o sense indicar explícitament el seu origen. Això constitueix específicament una violació a l'autoria de l'obra, prevista dins del marc dels drets morals. Ja des de l'edat mitjana es discutia la problemàtica de la possibilitat que dues persones formulin sense conèixer-se, la mateixa idea, com palesa a la locució llatina d'Eli Donat, probablement copiat de Terenci, Pereant qui ante nos nostra dixerunt.
La denominada propietat intel·lectual és un conjunt de marcs jurídics diferents que protegeixen els interessos d'autors i inventors amb relació a obres creatives, ja siguin expressions d'idees –com en el cas del dret d'autor– o aplicacions pràctiques i industrials d'idees –com en el cas de les patents–. Segons la legislació de cada país, la pena per a aquest tipus d'infracció pot ser una sanció penal o una sanció econòmica i l'obligació d'indemnitzar els danys i perjudicis.
En un sentit més ampli, generalment es considera que hi ha plagi en llibres que tenen trames o històries molt similars, a pel·lícules amb semblances extremes en la forma d'expressió de les idees, a un invent molt similar a un de patentat, a una obra d'art similar o amb alguna peça de l'original, marques; incloent logotips, colors, formes, frases, entre altres distintius d'algun producte, o simplement a idees. L'ús d'un mateix argument per a diferents obres, expressades de manera original, no constitueix plagi, ja que el dret d'autor no cobreix les idees en si, sinó únicament les seves expressions.

## Etimologia
El terme plagi deriva del llatí plagiarius, "segrestador", equivalent a plagium, "segrest", que conté el llatí plaga ("parany", "xarxa"), basada en l'arrel indoeuropea *-plak, "teixir" (vegeu, per exemple, en grec: plekein; llatí: plectere, on ambdós signifiquen "teixir").
A pesar que les acusacions de plagi han estat esgrimides en totes les èpoques de la literatura escrita, el terme plagiari apareix per primera vegada utilitzat amb el sentit actual en els escrits del poeta Marcial (segle I dC). Anteriorment, plagi feia referència al delicte en el qual incorria el segrestador o lladre de nens i esclaus, accepció conservada parcialment en l'espanyol d'Amèrica. La història de la literatura atribueix a Marcial la creació d'aquest sentit quan es queixa en un dels seus epigrames que les seves obres hagin estat adaptades per un altre i que estiguin en servitud:
| « | T'encomano, Quincià, els meus llibrets. Si és que puc dir-ne meus, dels que recita un poeta amic teu. Si ells es queixen de la seva dolorosa esclavitud, acudeix en la seva ajuda completament. I quan aquell es proclami el seu amo, digues que són meus i que han estat alliberats. Si ho dius ben alt tres o quatre vegades, faràs que s'avergonyeixi el plagiari. Marcial, Epigrama LII | » |

El terme plagi passa a les llengües romàniques al voltant del segle xvi i es consolida de forma paral·lela a la formació de la figura de l'autor modern. Al segle xix, la progressiva protecció jurídica atorgada a la creació intel·lectual convertirà el plagi en un delicte i, per tant, el farà susceptible de ser jutjat en un tribunal, i no únicament, com fins llavors, per la crítica i la història literària.

## Autoplagi
Existeixen sospites que nombrosos treballs científics publicats en revistes científiques siguin còpia total o parcial d'altres treballs anteriors, publicats per uns altres o pel mateix autor (autoplagi), pretenent presentar nous resultats. El gener del 2008 la prestigiosa revista Nature va publicar un treball per M. Errami i col·laboradors on van desenvolupar un programa informàtic anomenat eTBLAST per buscar entre les publicacions científiques similituds en el text, cosa que permetia trobar treballs suposadament copiats els uns dels altres. En la base de dades que els mateixos autors van crear (Déjà vu) queden recollits al juny del 2009, 74.790 parells de treballs científics amb gran similitud, la qual cosa podria indicar que es tracta de treballs no originals.

## Eines per lluitar contra el plagi
Per detectar un possible plagi, es pot buscar amb l'ajuda d'un motor de cerca una determinada cadena de paraules del text sospitós, amb la finalitat de veure si es troba un text potencialment plagiat. En l'actualitat, existeixen diversos programes informàtics que faciliten la detecció del plagi, especialment en els treballs dels estudiants. No obstant això, la major eina per lluitar contra el plagi són les mateixes escoles, universitats i centres d'estudi, que freqüentment no ho penalitzen en els seus reglaments, fins i tot si es tracta de tesis o projectes finals de carrera.
En qualsevol cas, la mera repetició de cadenes de paraules no és una prova concloent de manca d'honestedat intel·lectual; una gran part del discurs científic és repetició de coneixements (fórmules, dades, etc.) i hipòtesis compartides pel conjunt de la comunitat científica, per la qual cosa s'haurien d'evitar els pronunciaments precipitats sense un examen detallat de les possibles violacions o suplantacions de l'autoria intel·lectual.

## Aspectes legals

### Àmbit acadèmic
Molts estudiants se senten pressionats per completar els seus treballs bé i ràpidament i, donada l'accessibilitat de les noves tecnologies (en particular, Internet), poden plagiar copiant i enganxant informació d'altres fonts. Aquesta forma de plagi és fàcilment detectada pels professors a causa de diverses raons. En primer lloc, les eleccions de les fonts per part dels estudiants és freqüentment poc original; els professors poden rebre el mateix passatge copiat d'una font popular per diversos estudiants. En segon lloc, sovint és fàcil determinar si un estudiant fa servir el seu propi discurs. En tercer lloc, els estudiants poden escollir fonts que són inadequades, inexactes o fora del tema. En quart lloc, els professors poden insistir que, previ a la seva revisió, els treballs siguin sotmesos a un detector de plagi en línia.
Existeix poca investigació acadèmica relativa al plagi en escoles secundàries. La major part de les investigacions sobre plagi se centren en el nivell d'educació superior. Per als professors i els investigadors, el plagi és castigat amb sancions que abasten des de la suspensió fins al cessament, juntament amb la pèrdua de credibilitat i integritat. Les acusacions de plagi contra estudiants i professors són comunament ateses per comitès disciplinaris interns, als quals els estudiants i professors han acordat estar sotmesos.
No obstant això, a les universitats no existeixen encara mecanismes intraacadèmics de regulació del plagi entre el personal docent i investigador. La via habitual és presentar una queixa davant de l'oficina del síndic de greuges universitari i també a la inspecció de serveis. No obstant això, no existeix un reconeixement explícit als estatuts universitaris amb relació a possibles penalitzacions o valoracions per un comitè d'experts. La majoria de les vegades els casos es produeixen amb total impunitat amb el consegüent detriment de la tasca universitària de producció de coneixement i la lesió dels drets d'autoria i desmotiviació de les persones que sofreixen el plagi. Recentment, han sorgit algunes plataformes de lluita contra el plagi per conscienciar sobre aquest problema.

### Periodisme
Atès que el principal valor del periodisme és la confiança pública, si un periodista no aconsegueix reconèixer honestament les seves fonts soscava la integritat del periòdic o mitjà per al qual treballa, així com la seva mateixa credibilitat. Els periodistes que han estat acusats de plagi sovint són suspesos de les seves tasques periodístiques mentre les acusacions són investigades per l'agència de notícies.

## Percepció social
Basant-se en dos casos de plagi (les acusacions contra Slavoj Žižek i contra Nic Pizzolato), Wendy Warren Austin conclogué que els judicis i percepció social de les persones varien segons el context del plagi, si la persona incorrent és popular o famosa i si són professors, alumnes o no ho són. Es tendeix a ser més indulgent amb les persones famoses i més durs amb els professors i alumnes.